# Phoradendron krameri
Phoradendron krameri är en sandelträdsväxtart som beskrevs av Kuijt. Phoradendron krameri ingår i släktet Phoradendron och familjen sandelträdsväxter. Inga underarter finns listade i Catalogue of Life.